# Опыт взаимодействия
Опыт пользователя, восприятие пользователя, опыт взаимодействия (англ. User eXperience, UX) — восприятие и ответные действия пользователя, возникающие в результате использования и/или предстоящего использования продукции, системы или услуги (ISO 9241-210):2.
Опыт пользователя включает все эмоции, убеждения, предпочтения, ощущения, физические и психологические реакции пользователя, поведение и достижения, которые возникают до, во время и после использования системы. Опыт пользователя сочетает образ торговой марки, способ представления, функциональность, производительность системы, интерактивное поведение и вспомогательные возможности интерактивной системы, физическое и психологическое состояние пользователя, являющееся результатом предшествующего опыта, привычек, навыков и индивидуальности.

## История
Ранние разработки в области пользовательского опыта можно проследить до эпохи машин, которая включает в себя 19-й и начало 20-го веков. Вдохновлённые интеллектуальной структурой машинного века, поиски улучшения процессов сборки для повышения эффективности производства и производительности привели к развитию крупных технологических достижений, таких как массовое производство товаров больших объёмов на движущихся сборочных линиях, высокоскоростные печатные машины, большие гидроэлектростанции и радиотехника, и это лишь некоторые из них.
Фредерик Уинслоу Тейлор и Генри Форд были в авангарде поиска новых способов сделать человеческий труд более эффективным и продуктивным. Новаторское исследование Тейлора эффективности взаимодействия между работниками и их инструментами является самым ранним примером, который напоминает сегодняшние основы взаимодействия с пользователем.
Bell Labs была одним из лидеров перехода между традиционным человеческим фактором и пользовательским опытом». В 1945 году для разработки телефонных систем компанией был нанят психолог Джон Карлин. К 1950-м годам Bell Labs уже работала над «пользовательским опытом», в частности над дизайном сенсорной клавиатуры. Таким образом, UX имеет долгую историю, начиная с 1950 года. 
Термин «пользовательский опыт» стал широко известен благодаря Дональду Норману в середине 1990-х годов. «Пользовательский опыт» был придуман им в 1993 году для своего отдела в Apple Computer. Норман никогда не предполагал, что термин будет применяться только к аффективным аспектам использования. Обзор его более ранней работы предполагает, что «пользовательский опыт» использовался для обозначения перехода к включению аффективных факторов наряду с необходимыми поведенческими проблемами, которые традиционно рассматривались в этой области. Многие специалисты по юзабилити продолжают исследовать и обращать внимание на аффективные факторы, связанные с конечными пользователями, и делали это в течение многих лет, задолго до того, как в середине 1990-х годов был введён термин «пользовательский опыт». В интервью в 2007 году Норман обсуждает широко распространённое использование термина «пользовательский опыт» и его неточное значение как следствие этого.
Специалист по юзабилити Якоб Нильсен в 2017 году представил исследование, где показано приблизительное количество UX-специалистов с 1950 по 2050 год:
- 1950—1983: рост UX-специалистов из ~10 человек (в основном сотрудники Bell Labs) до ~1 000 человек. В связи с появлением персонального компьютера в 1980-х годах компаниям было необходимо повысить удобство использования их продуктов. Однако до появления ПК также существовала потребность в удобстве использования; так, в эпоху мейнфреймов (корпоративных компьютеров) количество UX-специалиство выросло в 100 раз. В эту эпоху у компьютерной индустрии было недостаточно стимулов для производства высококачественных пользовательских интерфейсов. В случае с ПК «пользовательский опыт» напрямую влиял на решение о покупке. Помимо этого, различные СМИ публиковали обзоры всех новых программных продуктов, часто обсуждая их простоту использования[2];
- 1983—2017: рост UX-специалистов из ~1 000 человек до ~1 млн человек. Веб-революция 1990-х и 2000-х годов заставила компании улучшить качество дизайна взаимодействия. При использовании традиционного программного обеспечения для ПК последовательность оплаты и взаимодействия с пользователем была следующей: сначала необходимо было купить товар, а затем столкнуться с «пользовательским опытом». При этом в Интернете порядок этих двух шагов был обратным. Широкое освещение юзабилити в СМИ сделало UX «горячей новинкой».
- 2017—2050 год: Нильсен считает, что людей, работающих по этой профессии, вырастет с ~1 млн человек до ~100 млн человек к 2050 году.

Нильсен отмечает, что рост «пользовательского опыта» происходит по трём причинам: появляется всё больше и больше UX-специалистов в компаниях, всё больше компаний и всё больше стран занимается UX.

## Опыт взаимодействия в информационных технологиях
Данный термин широко применяется в информационных технологиях (ИТ) для описания субъективного отношения, возникающего у пользователя в процессе использования как информационной системы в целом, так и отдельной её части (веб-сайта, приложения и пр.). Опыт пользователя, в том числе, связан с таким понятием как юзабилити, применяемым при разработке и анализе пользовательских интерфейсов приложений.

### Пять уровней для проектирования опыта пользователя веб-приложений
Пять уровней — это концептуальная модель, предложенная Джессом Гарреттом (англ. Jesse James Garrett) для проектирования опыта пользователя веб-приложений.
Модель предлагает основу для обсуждения проблем, связанных с опытом пользователя, а также возможных путей и средств их решения. Разработка приложения начинается с верхнего уровня (стратегии), на котором достаточно абстрактно описывается будущий программный продукт с точки зрения ожиданий как пользователей, так и заказчика. В ходе работы над проектом — то есть продвижения вниз по уровням — решения, связанные с опытом пользователя, становятся конкретнее и обретают более высокую степень детализации. Каждый последующий уровень тесно связан с предыдущим (верхним) и предполагает строгую согласованность решений. Очевидно, что при таком подходе диапазон возможных решений значительно сокращается с переходом на каждый последующий уровень. Впрочем, это не означает, что все решения на конкретном уровне должны быть приняты до перехода на следующий уровень. Между уровнями существует как прямая, так и обратная зависимость — то есть проблемы, с которыми разработчики сталкиваются на нижних уровнях, порой требуют переоценки и изменения решений, принятых на более высоких уровнях. Следует отметить, что процесс разработки и планирования опыта взаимодействия начинается с верхнего уровня (стратегии) и постепенно проходит через все уровни до самого нижнего (поверхности).

### Краткое описание уровней
1. Уровень стратегии — это самый высокий и наиболее абстрактный уровень представленной модели. На этом уровне необходимо получить ответы на вопросы, касающиеся желаний и ожиданий относительно будущего программного продукта, как со стороны потенциальных пользователей, так и заказчика. Ответы на эти вопросы будут сформированы и представлены в виде конкретного списка на уровне набора возможностей.
2. Уровень возможностей представляет собой простое перечисление набора функциональных возможностей, которые будут доступны для пользователей. Способ реализации и взаимной организации этих возможностей будет описан детальнее уже на уровне структуры.
3. На уровне структуры описывается взаимное расположение страниц веб-сайта, программных форм, окон и др. То есть он отвечает на вопросы «откуда», «куда» и «как» сможет перемещаться пользователь. Эффективная структура облегчает навигацию и делает её интуитивно понятной для пользователей.
4. Под поверхностью находится уровень компоновки, представляющей конкретную реализацию абстрактной структуры продукта. На этом уровне решаются вопросы наиболее эффективного расположения различных элементов UI.
5. Уровень поверхности представляет собой внешний вид продукта с точки зрения конечного пользователя, то есть набор текста, картинок, ссылок, форм, вкладок, кнопок и прочего.

## Обязанности UX-специалистов
UX-специалисты, согласно данным исследования Nielsen Norman Group за 2020 год, работают в основном в IT-компаниях, финансовых и страховых структурах, а также консалтинговых агентствах. У UX-дизайнеров часто есть широкий спектр обязанностей: от разработки прототипов до сотрудничества с другими экспертами или проведения качественных тестов юзабилити. Дизайнеры могут иметь профильное образование в сфере дизайна и навыки использования инструментов прототипирования и визуального дизайна. Многие из них обладают навыками фронтенд-разработки. У тех людей, кто выполняет роль только UX-специалиста, может быть меньше обязанностей, чем у дизайнеров, и они будут концентрироваться только на исследованиях UX. Исследователи, как правило, обладают довольно сильными коммуникативными навыками, используемыми как для письма, так и для публичных выступлений, при этом у них меньше шансов обладать навыками кодирования в HTML и CSS.